# Antemio
Procopio Antemio (c. 420 - 11 de julio de 472) fue emperador del Imperio romano de Occidente desde 467 hasta 472. Nacido en el Imperio romano de Oriente, Antemio ascendió rápidamente en las filas administrativas y militares. Contrajo matrimonio con Marcia Eufemia, hija del emperador oriental Marciano, integrándose así en la dinastía teodosiana. Pronto recibió numerosos ascensos a diversos cargos, y estaba probablemente considerado como el sucesor planeado del emperador Marciano. Sin embargo, la muerte repentina de Marciano en 457, junto con la deposición del emperador occidental Avito, dejó la sucesión imperial en manos de Áspar, quien en su lugar designó para el trono oriental a León, un oficial de bajo rango, probablemente temiendo que Antemio fuera demasiado independiente. Finalmente, el propio León designó a Antemio como emperador de Occidente en 467, tras un interregno de casi dos años que había comenzado en noviembre de 465 con la muerte de Libio Severo.
Antemio intentó resolver los dos principales desafíos militares a los que se enfrentaban lo que quedaba del Imperio romano de Occidente: los visigodos, bajo el mando de Eurico, cuyo dominio abarcaba los Pirineos; y los vándalos, liderados por Genserico, que controlaban sin oposición el norte de África. Antemio pronto chocó con Ricimero, su propio general de ascendencia gótica, quien durante mucho tiempo había sido el verdadero poder tras el trono occidental y había manejado como marionetas a la mayoría de los emperadores desde la época de Mayoriano. A diferencia de sus predecesores, Antemio se negó a ceder las riendas del poder a Ricimero, y su insistencia en gobernar de forma independiente lo llevó al conflicto con Ricimero. Esto finalmente escaló hasta convertirse en una guerra abierta entre ambos, con el resultado de que Antemio perdió no solo el trono, sino también la vida, siendo ejecutado en 472.

## Biografía

### Primeros años
Antemio pertenecía a una familia noble y muy ilustre, los Procopii, que dio varios altos cargos, tanto civiles como militares, al Imperio romano de Oriente. Su abuelo materno fue el destacado general Antemio, prefecto del pretorio de Oriente (404–415) y cónsul romano en 405. Su padre fue Procopio, magister militum per Orientem entre 422 y 424, que descendía de Procopio, primo del emperador Juliano el Apóstata y usurpador contra el emperador oriental Valente (r. 365–366).
Nacido en Constantinopla, se trasladó a Alejandría para estudiar en la escuela del filósofo neoplatónico Proclo; entre sus compañeros de estudio estaban Marcelino (magister militum y gobernador de Iliria), Flavio Ilustrio Puseo (prefecto del pretorio de Oriente y cónsul en 467), Mesio Febo Severo (cónsul en 470 y praefectus urbi), y Pamprepio (poeta pagano).
En 453, contrajo matrimonio con Marcia Eufemia, hija del emperador oriental Marciano (450–457); tras el matrimonio, fue elevado al rango de comes y enviado a la frontera del Danubio con la tarea de reconstruir las defensas fronterizas del Imperio de Oriente, desatendidas tras la muerte de Atila en 453. En 454, fue llamado de vuelta a Constantinopla, donde recibió el título de patricius en 454 o 455 y se convirtió en uno de los dos magistri militum o magister utriusque militiae de Oriente. En 455, recibió el honor de ocupar el cargo de cónsul junto al emperador occidental Valentiniano III como colega.
Esta sucesión de acontecimientos – el matrimonio con la hija de Marciano; una promoción a un importante rango militar, aunque con tareas administrativas más que militares; el prestigioso rango de patricius y la posición militar más alta; el consulado compartido con un emperador– sugiere que Marciano había seleccionado a Antemio como posible candidato para el trono de Oriente u Occidente. Esta hipótesis se refuerza por el prestigio de Antemio, lo que llevó al historiador del siglo VI Juan Malalas a afirmar que Marciano había designado a Antemio como emperador de Occidente tras Avito.
En octubre de 456, el emperador de Occidente, Avito fue depuesto; probablemente Marciano consideró a Antemio como su probable sucesor, pero el emperador oriental murió en enero de 457 antes de elegir a su colega de Occidente. Esto inició un interregno en Occidente y en Oriente. En ambos casos, el poder estaba en manos de generales: en occidente, de Ricimero y Mayoriano, generales de los ejércitos de Italia, y en oriente, del magister militum oriental, Áspar, de origen alano. Antemio, de origen impecablemente ilustre al estar emparentado con la dinastía de Constantino, y de carrera militar de probada solvencia, era con toda probabilidad uno de los principales candidatos a suceder a Marciano, con el que estaba además emparentado por vía matrimonial; este prestigio posiblemente lo hubiera convertido en una amenaza contra Áspar, el ministro más influyente de Oriente. Como Áspar no podía ocupar el trono debido a su origen bárbaro, se opuso a Antemio, y eligió a un oficial militar de bajo rango, León; en Occidente, como su origen bárbaro impedía a Ricimero ocupar el trono, fue Mayoriano quien recibió la púrpura.
Antemio continuó al servicio del nuevo emperador. Como magister militum, su tarea era defender el Imperio de las poblaciones bárbaras que presionaban sus fronteras. Hacia 460, derrotó a los ostrogodos de Valamiro en Ilírico. Durante el invierno de 466/467, venció a un grupo de hunos, liderado por Hormidac, que había cruzado el helado Danubio y saqueado Dacia. Los invasores habían conquistado Sérdica, y Antemio asedió la ciudad hasta que los hambrientos hunos decidieron aceptar la batalla campal; a pesar de la traición de su comandante de caballería (un huno), Antemio lideró a su infantería hacia la victoria, y cuando Hormidac ofreció rendirse, Antemio exigió que se le entregara al desertor.

### Ascenso al trono
El recién elegido emperador romano de Oriente, León I el Tracio, se enfrentaba un importante problema de política exterior: tras la muerte de Libio Severo en 465, el trono del Imperio de Occidente estaba vacante de nuevo. Habiendo perdido África a los vándalos e Hispania a los suevos y con Galia controlada por los visigodos, Occidente estaba en una situación financiera y militar muy precaria, y León I entendía que la única manera de restaurar el Imperio de Occidente a algo parecido a estabilidad pasaba por reconquistar África a fin de asegurar para Occidente los ingresos fiscales de su otrora provincia más rica. Más si cabe, el rey de los Vándalos, Genserico, tenía su propio candidato al trono de Occidente, Olibrio, quien estaba emparentado con él, ya que tanto Olibrio como un hijo de Genserico se habían casado con las dos hijas del emperador Valentiniano III. Con Olibrio en el trono, Genserico se convertiría en el verdadero poder detrás del trono del Imperio de Occidente.  
León, por su parte, quería mantener a Genserico lo más alejado posible de la corte imperial en Rávena y se tomó su tiempo para elegir un sucesor para Severo. Para presionar a León, Genserico amplió sus ataques en Sicilia e Italia a los territorios del Imperio de Oriente, saqueando y esclavizando a los habitantes de Ilírico, el Peloponeso y otras partes de Grecia, lo que obligó a León a actuar. 
Ante el vacío de poder tras la muerte de Libio Severo en 465, León I entabló negociaciones con Ricimero para entronizar a un nuevo emperador capaz de estabilizar Occidente. Las negociaciones se extendieron durante 17 meses, dando lugar al interregno más largo de la historia de Roma, hasta que en 467, León I designó a Antemio como emperador de Occidente y lo envió a Italia con un ejército liderado por el Magister militum per Illyricum Marcelino. El 12 de abril, Antemio fue proclamado emperador (augustus) en la tercera o duodécimo milla de Roma. La elección de Antemio fue celebrada en Constantinopla con un panegírico escrito por Dióscoro.
Con la elección de Antemio, León logró tres objetivos: (1) envió a un posible candidato rival al trono de Oriente lejos de Constantinopla; (2) frustró el intento de Genserico de colocar a un títere propio en el trono de Occidente; y (3) posicionó a un general capaz y probado, con un ejército entrenado, en Italia, preparado para combatir a los vándalos y reconquistar África.
Antemio fue coronado emperador por León I, emperador de Oriente tras el largo interregno que sucedió a la muerte de Libio Severo. Su reinado comenzó con un tono esperanzador, tenía el apoyo de León I y había casado a su hija con el principal hombre fuerte militar de Italia, Ricimero. Un experto general de Ilírico, Marcelino de Dalmacia, dejó de oponerse activamente y ofreció su alianza al nuevo emperador. 
Antemio también obtuvo el apoyo de un partidario muy alejado del círculo de posibles defensores: Riotimo con un ejército romano-británico se unió a Antemio, y la alianza pretendía cercenar a Eurico. Sin embargo, Eurico fue capaz de derrotar no sólo al ejército de Riotimo y a las diversas fuerzas romanas, sino que además se anexionó numerosas ciudades galas que aún permanecían en manos romanas.

## Reinado

### Asuntos exteriores

#### Relaciones con el Imperio de Oriente
El reinado de Antemio se caracterizó por una buena relación diplomática con el Imperio de Oriente; por ejemplo, Antemio es el último emperador de Occidente mencionado en una ley oriental. Ambas cortes colaboraban en la elección de los cónsules anuales, eligiendo cada una un cónsul y aceptando la elección de la otra. Antemio tuvo el honor de ocupar el consulado sine collega (sin colega) en 468, el primer año de su reinado como emperador, siguiendo un honor similar otorgado a León en 466. Al año siguiente, los dos cónsules fueron el hijo de Antemio, Marciano, y el yerno de León, Flavio Zenón (posteriormente sucesor de León en el trono de Oriente).
En 470, los cónsules fueron Mesio Febo Severo, viejo amigo de Antemio y compañero de estudios en la escuela de Proclo, y el Magister militum per Orientem Flavio Jordano. En 471, año en que León ocupó su cuarto consulado con el prefecto del pretorio de Italia Caelio Aconio Probiano como colega, los dos emperadores reforzaron sus vínculos con el matrimonio entre el hijo de Antemio, Marciano, y la hija de León, Leontia; Marciano fue honrado con su segundo consulado al año siguiente, esta vez elegido por la corte oriental.
La política matrimonial de Antemio también incluyó el matrimonio de su única hija, Alypia, con el poderoso Magister militum Ricimero. El poeta Sidonio Apolinar llegó a Roma con motivo de la boda a finales de 467 y describió las celebraciones, en las que participaron todas las clases sociales; también sugiere que Alypia podría no haber simpatizado con su marido, un bárbaro.

#### Campañas contra los vándalos

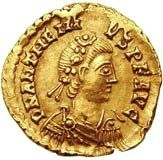
Un sólido de Antemio.

Los vándalos representaban la mayor amenaza para el Imperio de Occidente durante el reinado de Antemio: no sólo controlaban la antigua provincia de África, sino que en las últimas décadas habían empezado a asolar las costas de Italia con flotas piratas. A finales de 461, Antemio y León I organizaron una ambiciosa campaña militar, liderada probablemente por Marcelino, con el objetivo de derrotar a los vándalos y recuperar el control de las prósperas provincias africanas. La operación movilizó un imponente ejército de más de 100,000 hombres. Sin embargo, la campaña inicial fracasó debido a las adversas condiciones meteorológicas, que obligaron a la flota romana a regresar a puerto antes de alcanzar su objetivo.
El conflicto con los vándalos reflejaba tanto la desesperación del Imperio de Occidente por asegurar recursos fiscales como la preocupación de Oriente por frenar el colapso occidental. Recuperar las provincias africanas era crucial para sanear las finanzas del Imperio de Occidente, y el emperador León I el Tracio destinó una considerable porción de los recursos de Oriente para financiar esta operación, debilitando gravemente sus propias arcas hasta el reinado de Anastasio I (491-518). Se ha sugerido que este apoyo financiero fue parte de un acuerdo implícito entre León I y Antemio cuando este último aceptó el trono occidental. No obstante, esta política también se alineaba con intentos previos, como la fallida expedición de Mayoriano contra los vándalos, y la ayuda constante prestada por Oriente a Valentiniano III.
En 468, León I, Antemio y Marcelino coordinaron una monumental expedición contra el Reino vándalo. El mando supremo de la flota fue confiado a Basilisco, cuñado de León, quien más tarde se convertiría en emperador oriental. La operación movilizó una flota de más de mil embarcaciones que transportaban tropas combinadas de Oriente, Occidente e Ilírico. Aunque Oriente asumió la mayor parte del coste, Antemio y el tesoro occidental también contribuyeron. Sin embargo, la batalla de Cabo Bon resultó en una catastrófica derrota: el viento del norte impidió a la flota imperial maniobrar y los vándalos, con amplia experiencia naval tras décadas de piratería, destruyeron buena parte de la flota por medio de brulotes. Basilisco, tras conceder a Genserico cinco días para negociar una supuesta paz, permitió que el líder vándalo organizara un ataque sorpresa que destruyó al menos la mitad de la flota romana. Basilisco huyó a Sicilia para reunirse con Marcelino, pero este último fue asesinado poco después por un sicario, lo que debilitó aún más las fuerzas romanas.
Ante el fracaso de la expedición y temiendo que la flotilla vándala asolara las costas del Mediterráneo oriental, León I optó por firmar una paz separada con Genserico, dejando a Antemio aislado. Con el tesoro occidental exhausto tras el fracaso de la expedición, Antemio abandonó cualquier esperanza de recuperar África. Según Peter Heather, esta fue la última oportunidad real para restaurar el poder romano en Occidente; a partir de entonces, el Imperio occidental quedó reducido prácticamente a la península itálica y partes de Dalmacia.
El fracaso de la guerra contra los vándalos fue un golpe devastador para el Imperio de Occidente. Si en 460 Antemio aún gobernaba extensos territorios en Hispania, Galia, Italia e Ilírico, para 468 su dominio se había reducido prácticamente a Italia, y aún ahí su control era débil y disputado con Ricimero y diversos grupos de mercenarios bárbaros. Mientras tanto, el agotamiento financiero de Oriente le impedía seguir brindando apoyo sustancial, acelerando el colapso de un Occidente cada vez más fragmentado y vulnerable.

#### Campañas contra los visigodos
Tras la desastrosa campaña en África, Antemio se concentró en el segundo problema de su Imperio: mantener bajo su control las provincias occidentales amenazadas por la expansión visigoda. Se centró en la reconquista de Galia, ocupada por los visigodos bajo el ambicioso rey Eurico, quien había aprovechado el débil control romano debido a la inestabilidad política. La influencia de Eurico también separó algunas provincias imperiales del resto del Imperio. Aunque Arelate y Marsella en el sur de Galia seguían bajo control de la corte occidental, Avernia estaba aislada y gobernada por Ecdicio, hijo del emperador Avito, mientras que el territorio conocido como Dominio de Soissons se encontraba más al norte.
En 470, Antemio reclutó britanos que vivían en Britania o Armórica para combatir a Eurico. Los britanos, bajo el rey Riothamus, inicialmente tuvieron éxito y ocuparon Bourges con doce mil hombres. Sin embargo, al adentrarse en el núcleo del territorio visigodo para conquistar Déols, fueron superados en número y derrotados por el ejército visigodo. Riothamus se vio obligado a huir a los burgundios, aliados romanos.
Antemio tomó el asunto en sus propias manos y decidió atacar directamente a los visigodos. Reunió un ejército bajo el liderazgo nominal de su propio hijo, Antemiolo, aunque realmente comandado por los generales Torisario, Everdingo y Hermiano. Antemiolo avanzó desde Arelate y cruzó el Ródano, pero fue interceptado por Eurico, quien derrotó y mató a los generales romanos, saqueando la región.

#### Asuntos internos y relación con el Senado romano
Mientras África se perdía y el control sobre las provincias occidentales era precario, el poder de Antemio en Italia se veía amenazado por la oposición interna. Su origen griego, su elección por parte del emperador oriental entre miembros de la corte oriental, y las sospechas de que era pagano generaban recelo.
Para obtener el apoyo de la aristocracia senatorial, Antemio otorgó el rango de patricio a miembros de las clases gobernantes de Italia y Galia. Introdujo la práctica, común en Oriente, de conceder el rango patricio incluso a civiles, honrando a tantos aristócratas con este título que sufrió una especie de inflación. Entre los nuevos patricii había senadores italianos, como Romano y Mesio Febo Severo, pero, contrariamente a la práctica común, también nombró a senadores galos e incluso a aristócratas sin carreras destacadas, como Magnus Félix y el poeta galo Sidonio Apolinar.
Sidonio había llegado a Roma para presentar una petición en nombre de su pueblo; su contacto en la corte, el cónsul Cecina Decio Basilio, sugirió que compusiera un panegírico para ser presentado al inicio del consulado de Antemio, el 1 de enero de 468. El emperador honró al poeta, otorgándole el rango de patricio, el alto rango de Caput senatus, e incluso el cargo de Praefectus urbi de Roma, generalmente reservado a miembros de la aristocracia italiana. Sidonio fue tan influyente que convenció al emperador de conmutar la pena de muerte de Arvando, el prefecto del pretorio de las Galias que se había aliado con los visigodos.

#### Monedas

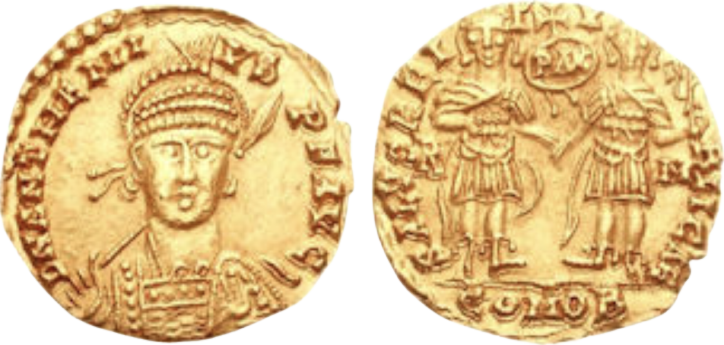
Un sólido de Antemio. El reverso representa a Antemio y León I juntos estrechando las manos en señal de unidad.

La buena relación entre los dos emperadores romanos fue una buena noticia en los recientes asuntos entre ambas mitades del Imperio y fue utilizada en la propaganda imperial. Antemio hizo que sus cecas (en Mediolanum, Rávena y Roma) emitieran sólidos representando a los dos emperadores estrechando las manos como símbolo de unidad.
Antemio restauró su corte en Roma, lo que hizo que esta ceca se volviera cada vez más importante, eclipsando a las otras dos.
Algunas monedas llevan el nombre de su esposa Marcia Eufemia; entre ellas hay un sólido que representa a dos emperatrices en los tronos, probablemente en referencia al matrimonio de Alypia.

## Muerte

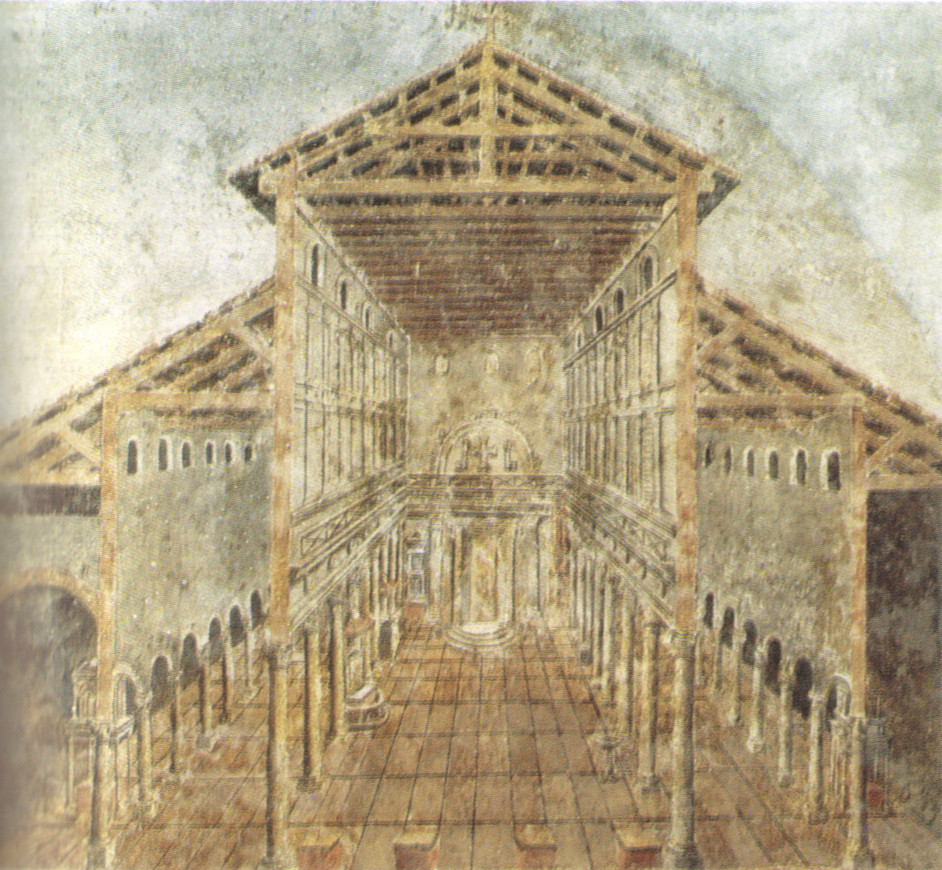
La Antigua Basílica de San Pedro, construida por el emperador Constantino I, fue el refugio de Antemio frente a los partidarios de Ricimero en 472

La figura más importante en la corte occidental era Ricimero, el poderoso magister militum, quien ya había decidido el destino de varios emperadores. Sin embargo, el nuevo emperador había sido elegido por la corte oriental y, a pesar del vínculo matrimonial entre Ricimero y la hija de Antemio, Alypia, no mantenían buenas relaciones. El punto de ruptura fue el juicio de Romano, un senador italiano y patricio apoyado por Ricimero; Antemio acusó a Romano de traición y lo condenó a muerte en 470.
Ricimero había reunido 6,000 hombres para la guerra contra los vándalos y, tras la muerte de Romano, se trasladó con sus tropas al norte, dejando a Antemio en Roma. Los partidarios de ambos bandos se enfrentaron en varias reyertas, pero Ricimero y el emperador firmaron una tregua de un año tras la mediación de Epifanio, obispo de Pavía.
A principios de 472, el conflicto se reanudó, y Antemio se vio obligado a fingir una enfermedad y refugiarse en la Antigua Basílica de San Pedro. El emperador oriental, León, envió a Olibrio para mediar entre Ricimero y Antemio, pero, según Juan Malalas, envió en secreto una carta a Antemio instándole a asesinar a Olibrio. Ricimero interceptó la carta, se la mostró a Olibrio y lo proclamó emperador.
El conflicto se convirtió en una guerra abierta. Antemio, con el apoyo de la aristocracia y el pueblo de la ciudad, se enfrentó al magister militum gótico y a las unidades bárbaras del ejército, que incluían a los hombres de Odoacro. Ricimero sitió a Antemio en Roma, lo que dio lugar a cinco meses de combates. Ricimero logró entrar en la ciudad y separar el puerto del Tíber del Palatino, privando de alimentos a los partidarios del emperador.
Ambos bandos solicitaron la ayuda del ejército en la Galia, pero el Magister militum per Gallias, el burgundio Gundebaldo, apoyó a su tío Ricimero. Antemio elevó a Bilimero al rango de Rector Galliarum y lo envió a Italia con el ejército leal. Bilimero llegó a Roma, pero murió intentando evitar que Ricimero cruzara el Tíber por el Pons Aelius, frente al Mausoleo de Adriano.
Perdiendo toda esperanza de ayuda externa y presionado por la escasez de alimentos, Antemio intentó reagruparse, pero sus hombres fueron derrotados y masacrados en gran número. El emperador huyó por segunda vez a San Pedro (o, según otras fuentes, a Santa María en Trastévere), donde fue capturado y decapitado por Gundebaldoo por Ricimeroel 11 de julio de 472.

## Matrimonio e hijos
Antemio descendía de Procopio, un emperador efímero de mediados del siglo IV, emparentado con la dinastía constantiniana. Se casó con Marcia Eufemia, la única hija conocida de Marciano, emperador bizantino. La identidad de la madre de ella es desconocida. Su madrastra fue Pulqueria, segunda esposa de su padre.
Eufemia y Antemio tuvieron cinco hijos conocidos, una hija y cuatro varones. Su hija Alipia se conoce por ser la esposa de Ricimero. Sus hijos fueron Antemiolo, Marciano, Procopio Antemio y Rómulo. Marciano se casó con Leoncia, una hija del emperador León I y Elia Verina. La pareja encabezó una revuelta fallida contra el emperador Zenón en 478-479. Tras su derrota, fueron exiliados a Isauria.